# Ариобарзан (сатрап Персиды)
Ариобарзан (др.-перс. *Aryābr̥zaⁿs, др.-греч. Ἀριοβαρζάνης) — сатрап Персиды на службе у Дария III.
Ариобарзан принадлежал к знатному персидскому роду Фарнакидов. Не позднее 331 года до н. э. Дарий III назначил Ариобарзана сатрапом столичного региона Персиды, что свидетельствует о высоком доверии со стороны персидского царя. На этом посту Ариобарзан руководил персами в битве при Персидских воротах против Александра Македонского. Хоть персы и проиграли, в ходе сражения македоняне понесли большие потери. Само сражение сравнивают с битвой при Фермопилах 480 года до н. э., а Ариобарзана, соответственно, со спартанским царём Леонидом.

## Происхождение. Ранние годы
Ариобарзан происходил из знатного персидского рода Фарнакидов, чьи представители возводили свою родословную к первым царям империи Ахеменидов и управляли важной областью государства Геллеспонтской Фригией с 470-х годов до н. э. Отличительной особенностью предков Ариобарзана было умение сохранять лояльность персидским царям и одновременно умение выстраивать хорошие отношения с греками. В V веке до н. э. Фарнакиды эллинизировались и стали активно участвовать в делах соседних греческих полисов.
Отцом Ариобарзана был Артабаз II, который женился на сестре известных военачальников Ментора и Мемнона Родосских. Согласно античным источникам у него родились одиннадцать сыновей и десять дочерей. Не исключено, что сведения Диодора о числе детей Артабаза, так и том, что все они родились от одной женщины, ошибочны. Ариобарзан родился между 365 и 350 годами до н. э.
В 356 году до н. э. Артабаз восстал против власти персидского царя Артаксеркса III. После провала восстания в 353 или 352 годах до н. э. Артабаз вместе с семьёй нашёл убежище при дворе македонского царя Филиппа II в Пелле. В 340-х годах до н. э. брат жены Артабаза Ментор был назначен персидским царём главнокомандующим в приморских азиатских провинциях. Ему удалось добиться прощения для своих родственников Мемнона и Артабаза, которые вернулись в Азию.

## Во время похода Александра Македонского
В 333 году до н. э. после поражения Дария III в битве при Иссе в плен к Александру Македонскому, вместе с другими жёнами и детьми персидских вельмож, попали мать Ариобарзана, а также его брат Илионей и сестра Барсина.
Не позднее 331 года до н. э. Дарий назначил Ариобарзана сатрапом Персиды. Предположительно Дарий III был вынужден создать эту сатрапию так как в период смуты ему был нужен надёжный человек, который бы руководил столичным регионом на время его отъездов. Назначение на столь важную должность Ариобарзана свидетельствует о том высоком доверии, которым он пользовался у персидского царя.

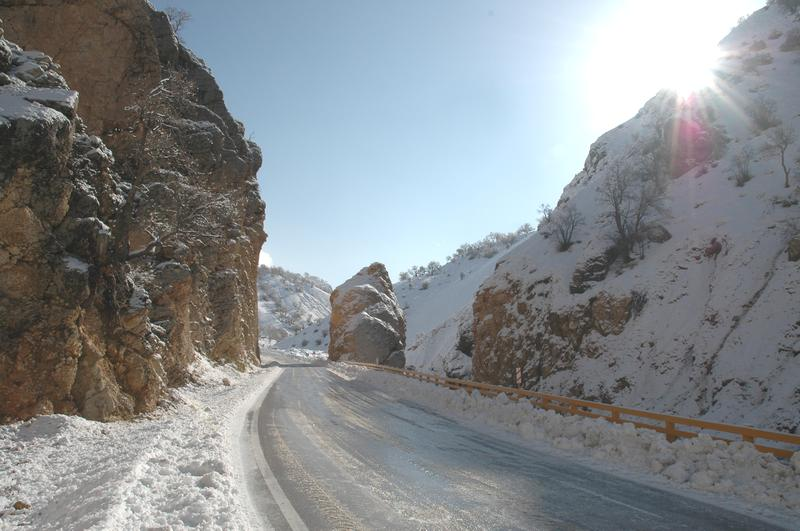
Персидские ворота. Современный вид

В битве при Гавгамелах Ариобарзан руководил персами и, возможно, мардами в центре персидского войска. После поражения Дарий III отправился на восток собирать новую армию. Задача обороны Персиды была возложена на её сатрапа Ариобарзана. Военачальник понимал бесперспективность противостояния македонянам на равнине и занял узкий горный проход. В последующей битве при Персидских воротах Ариобарзан был разбит, так как Александр с частью войска смог обойти ущелье.
У Арриана и Квинта Курция Руфа приведены различные версии дальнейшей судьбы Ариобарзана. Квинт Курций Руф писал, что Ариобарзан в окружении не менее 40 всадников и 5 тысяч воинов прорвался через строй македонян и поспешил в Персеполь. Однако стража не пустила разбитого сатрапа в город. Отряд Ариобарзана был настигнут македонянами. В последующем бою Ариобарзан погиб. Арриан писал, что Ариобарзан бежал в горы. Впоследствии, в 330 году до н. э., Александру сдался Артабаз с сыновьями, среди которых был и Ариобарзан. Это противоречит свидетельству Квинта Курция Руфа о гибели Ариобарзана у стен Персеполя. Большинство историков считают данные Курция Руфа неверными, однако, не исключают, что Ариобарзан-сатрап Персиды и Ариобарзан-сын Артабаза являются тёзками, а не одним и тем же человеком.

## Память
В сражении при Персидских воротах персы оказали македонянам ожесточённое сопротивление. Саму битву часто сравнивают с Фермопильским сражением 480 года до н. э. Иранские легенды представляют Ариобарзана храбрым воином, который яростно сражался с македонянами. Рядом с ним во время битвы воевала сестра Ютоб. Прилегающая к ущелью долина носит название «долины Ариобарзана». В ближайшем к Персидским воротам городе Ясудж установлен памятник в честь военачальника.

### Исследования
- Кошеленко Г. А., Гаибов В. А. Судьбы сатрапов востока. Эпоха Александра Македонского // Проблемы истории, филологии, культуры. — 2007. — № 17. — С. 202—222. — ISSN 2658-316X.
- Рунг Э. В. О сатрапских династиях в Ахеменидской державе: Фарнакиды в Даскилии // Учёные записки Казанского университета. Серия Гуманитарные науки. — 2011. — Т. 153, № 3. — С. 87—94. — ISSN 2500-2171.
- Рунг Э. В. Военно-политическая деятельность Ментора Родосского // МНЕМОН. Исследования и публикации по истории античного мира. — 2014. — № 14. — С. 143—160. — ISSN 1813-193X.
- Уортингтон Йен[нем.]. Филипп II Македонский. — СПб.—М.: Евразия — ИД Клио, 2014. — 400 с. — ISBN 978-5-91852-053-6.
- Холод М. М. О Менторе и Мемноне Родосских: один сюжет из их биографий // Мнемон: Исследования и публикации по истории античного мира. — 2018. — № 18—1. — С. 277—295. — ISSN 1813-193X.
- Berve H. Das Alexanderreich auf prosopographischer Grundlage (нем.). — München: C. H. Beck`sche Verlagsbuchhandlung, 1926. — Vol. 2.
- Farrokh K. Shadows in the Desert. Ancient Persia at War. — Oxford; New York: Osprey Publishing, 2007. — ISBN 978-1-84603-108-3.
- Heckel W. Who's Who in the Age of Alexander and his Successors. From Chaironea to Ipsos (338—301 BC) (англ.). — Barnsley: Greenhill Books, 2021. — 554 p. — ISBN 978-1-78438-648-1.
- Kaerst J.[нем.]. Ariobarzanes 4 // Paulys Realencyclopädie der classischen Altertumswissenschaft :  [нем.] / Georg Wissowa. — Stuttgart : J. B. Metzler’sche Verlagsbuchhandlung, 1895. — Bd. II, 1. — Kol. 833.
- Lendering Jona[англ.]. Ariobarzanes 2 (англ.). livius.org (28 апреля 2020). Дата обращения: 11 октября 2023.
- Shahbazi A. Sh. ARIOBARZANES 2 (англ.). iranicaonline.org. Encyclopædia Iranica (12 августа 2011). Дата обращения: 12 октября 2023.